# TIROS-6
O TIROS 6 (também chamado de TIROS-F) foi um satélite meteorológico estabilizado por rotação. Foi o sexto de uma série de satélites de observação infravermelhos de televisão.

## Lançamento
TIROS 6 foi lançado em 18 de setembro de 1962 por um foguete Thor-Delta da Estação da Força Aérea de Cabo Canaveral, Flórida, Estados Unidos. A espaçonave funcionou nominalmente até 21 de outubro de 1962. O satélite orbitava a Terra uma vez a cada 1 hora e 38 minutos, a uma inclinação de 58,3°. Seu perigeu era de 686 quilômetros (430 mi) e seu apogeu era 712 km.

## Missão
O TIROS 6 foi projetado para demonstrar ainda mais a capacidade de uma espaçonave para observar, gravar e transmitir imagens de cobertura de nuvens de TV para uso em análise e previsão meteorológica operacional. O satélite estabilizado por rotação tinha a forma de um prisma direito de 18 lados, 107 cm em cantos opostos e 56 cm de altura, com uma placa de base reforçada carregando a maioria dos subsistemas e um conjunto de cobertura. A energia elétrica foi fornecida à espaçonave por aproximadamente 9000 células solares de silício de 1 por 2 cm montadas na montagem da tampa e por 21 baterias de níquel-cádmio.
Uma única antena monopolo para recepção de comandos de terra estendida a partir do topo do conjunto de cobertura. Um par de antenas de telemetria de dipolo cruzado (235 MHz) projetadas para baixo e diagonalmente para fora da placa de base. A velocidade de rotação do satélite foi mantida entre 8 e 12 rpm pelo uso de cinco pares diametralmente opostos de pequenos propulsores de combustível sólido montados em torno da borda da placa de base. A atitude adequada foi mantida dentro de uma precisão de 1,0 a 2,0 com o uso de um dispositivo de controle magnético composto por 250 núcleos de arame enrolado ao redor da superfície externa da espaçonave.
A interação entre o campo magnético induzido na espaçonave e o campo magnético da Terra forneceu o torque necessário para o controle de atitude. TIROS-6 foi executado normalmente desde o lançamento até 29 de novembro de 1962, quando o vídeo da câmera de ângulo médio falhou. O sistema de vídeo de câmera grande angular falhou em 21 de outubro de 1963, e a espaçonave foi desativada pouco depois.